# Calice al Cornoviglio
Calice al Cornoviglio és un comune (municipi) de la província de La Spezia, a la regió italiana de la Ligúria, situat uns 70 km al sud-est de Gènova i uns 11 km al nord de La Spezia.
Limita amb els municipis de Beverino, Follo, Mulazzo, Podenzana, Rocchetta di Vara i Tresana.
Calice al Cornoviglio té les següents frazioni: Borseda, Bruscarolo, Castello di Calice (seu de l'ajuntament), Madrignano, Santa Maria i Usurana.

## Evolució demogràfica
| Gràfica d'evolució demogràfica de Calice al Cornoviglio entre 1861 i 2001 |
|                                                                           |